# 1998 en France
Chronologie de la France
- 1994
- 1995
- 1996
- 1997
- 1998
- 1999
- 2000
- 2001
- 2002

Cette page présente les faits marquants de l'année 1998 en France.

## Événements
L'année 1998 est marquée en France par le mouvement des chômeurs et la Coupe du monde de football.
Devant l'ampleur du mouvement des chômeurs, Lionel Jospin accorde une prime de 1 000 francs. Les associations de chômeurs ne sont cependant pas satisfaites et le mouvement se poursuit jusqu'au mois de juin avec l'occupation des ANPE et des bureaux des Assedic. Les chômeurs continuent à réclamer une réévaluation des minima sociaux.
La loi des 35 heures, prévue dans le programme de Lionel Jospin, est votée par l'Assemblée nationale au cours de l'année.
Le produit de la Contribution sociale généralisée, conçue pour financer la protection sociale, dépasse le produit de l'impôt sur le revenu.

## Chronologie

### Janvier
- 7 janvier : le film le plus cher de l'histoire du cinéma, Titanic (plus de 200 millions de dollars de budget) apparaît sur les écrans français trois semaines après sa sortie américaine.
- 16 janvier : Saint-Lys radio a cessé d'émettre le vendredi 16 janvier 1998 à 20h00. Saint-Lys radio permettait les liaisons radios avec les navires en mer, les aéronefs et les organisations intervenant sur une catastrophe internationale.
- 25 janvier : rebondissement dans l'affaire Elf, mettant en cause le président du Conseil constitutionnel Roland Dumas.
- 28 janvier : inauguration du Stade de France à Saint-Denis.

### Février
- 2 février : annonce du démantèlement du surrégénérateur Superphénix.
- 6 février :
  - assassinat du préfet de Corse, Claude Érignac;
  - mort de Haroun Tazieff, géologue et volcanologue, à l'âge de 84 ans.
- 10 février : adoption du projet de loi sur la semaine de travail de 35 heures.

### Avril
- 20 avril : accord en Nouvelle-Calédonie pour une évolution vers l'indépendance.
- 2 avril : Maurice Papon est condamné à 10 ans de prison pour complicité de Crime contre l'humanité
- 22 avril : une loi sur l'environnement impose 50 % de recyclage parmi les modes de traitement des déchets et la mise en place progressive du tri sélectif d'ici 2002.

### Mai
- 5 mai : signature des Accords de Nouméa.
- 11 mai :
  - première supérette automatique en France;
  - vote de la loi Chevènement sur les étrangers.
- 23 mai : 40 000 personnes défilent à Paris pour réclamer une commémoration de l'esclavage et de son abolition.
- 26 mai : vaste opération antiterroriste lancée par la justice dans les milieux islamistes liés au GIA. 53 personnes sont interpellées. Cette décision judiciaire a été motivée par l'approche de la Coupe du monde de football et éviter des attentats sur le territoire.

### Juin
- 3 juin : création de l'association altermondialiste Attac France.
- 9 juin : cérémonie d'ouverture du Mondial 98.
- 13 juin :
  - la loi sur les 35 heures de Martine Aubry, ministre de l'Emploi et de la Solidarité, est adoptée, malgré une vigoureuse opposition du patronat. Elle est applicable à partir du 1er janvier 1998 dans les entreprises de plus de vingt salariés et obligatoire au 1er janvier 2002 dans toutes les entreprises;
  - le navigateur français Éric Tabarly, 66 ans, tombe de son bateau et disparaît en mer d'Irlande dans la nuit du 12 au 13 juin.
- 14 juin : mort de Ginette Mathiot, auteur du célèbre Je sais cuisiner et officier de la Légion d'honneur
- 16 juin : verdict au procès du meurtre de la députée UDF ex-FN Yann Piat devant la cour d'assises du Var : condamnation à la perpétuité du commanditaire, Gérard Finale, et du tireur, Lucien Ferri, vingt ans de réclusion pour le conducteur de la moto, Marco di Caro
- 21 juin : agression du gendarme Daniel Nivel à Lens par des hooligans.

### Juillet
- 6 juillet : le congrès réuni à Versailles approuve les accords sur la Nouvelle-Calédonie.
- 12 juillet : la France bat le Brésil lors de la finale de la 16e coupe du monde de football 3 buts à 0, son premier titre de championne du monde de Football. Liesse populaire. Le Tour de France, retardé par la Coupe du Monde de football, est gagné par Marco Pantani.
- 29 juillet : 
  - Loi d'orientation relative à la lutte contre les exclusions

### Août
- 13 août : décès du chanteur Nino Ferrer
- 22-23 août : visite diplomatique du Ministre des affaires étrangères Hubert Védrine en Iran où il a notamment rencontré le président Khatami.
- 25 août: Alain Juppé est mis en examen dans l'affaire des emplois fictifs de la Mairie de Paris.

### Septembre
- 16 septembre : au Palais des Congrès de Paris, première de la comédie musicale Notre-Dame de Paris.
- 19 septembre : première Techno Parade organisée à Paris.
- 27 septembre : renaissance du cortège du Bœuf Gras, à Paris. Ce fleuron du Carnaval de Paris n'était pas sorti depuis 1952.

### Octobre
- 9 octobre : la droite, plus nombreuse dans l'hémicycle, repousse le projet de loi du gouvernement sur le pacte civil de solidarité (PACS), qui reconnaît entre autres un droit d'union aux homosexuels.
- 15 octobre : inauguration de la ligne 14 du métro de Paris.

### Novembre
- Informatique : le premier ministre lance une campagne de mobilisation et de communication sur Y2K.
- 8 novembre : approbation par référendum français des accords de Nouméa (72 %), prévoyant l'émancipation du territoire.

### Décembre
- 13 décembre : quartier du Mirail en banlieue toulousaine : début de 10 nuits de graves violences urbaines au “degré 8” sur l’échelle des violences urbaines de la police, et faisant suite à une « bavure policière » coûtant la vie à un jeune de 17 ans, « Pipo ».
- 15 décembre : la mission parlementaire française sur le génocide au Rwanda conclut que la France « n’a, en aucune manière, incité, encouragé, aidé ou soutenu ceux qui ont orchestré le génocide ».
- 22 décembre : retour au calme dans le quartier du Mirail après 10 nuits de violences urbaines.
- 30 décembre : loi budgétaire augmentant la fiscalité de 90 milliards de francs (notamment le taux de la CSG qui passe à 7,5 %).
- 31 décembre : la parité entre le franc et l'euro est définitivement fixée. 1€ = 6,55957 Francs.

## Culture

### Cinéma

#### Films français sortis en 1998
l'homme au masque de fer (wallace randal)

#### Autres films sortis en France en 1998
- 8 avril: Taxi, film de Gérard Pirès, produit et écrit par Luc Besson
- 21 octobre : La vie est belle (La vita è bella), film italien de Roberto Benigni.
- 25 novembre : Mulan, film français de Walt Disney Pictures

#### Prix et récompenses
- César du meilleur film : On connaît la chanson, d'Alain Resnais
- Prix Jean-Vigo : Dis-moi que je rêve, de Claude Mouriéras